# Zilsdorf
Zilsdorf ist ein Ortsteil (Ortsbezirk) von Walsdorf im Landkreis Vulkaneifel in Rheinland-Pfalz.

## Geographie
Der Ort liegt etwa zwei Kilometer östlich von Walsdorf. Der Gipfel des Arensberg, eines 561 Meter hohen ehemaligen Vulkans, liegt in der Gemarkung.
Die Nachbarorte von Zilsdorf sind im Westen Walsdorf selbst, im Nordosten Stroheich, im Osten Oberehe sowie im Südosten Betteldorf.

## Geschichte
Zilsdorf wurde erstmals 816 als Ziolfi villa urkundlich erwähnt, als König Ludwig der Äbtissin Anastasi vom Kloster Horreum in Trier (heutiger Name St. Irminen) den Besitz eines Gutes bestätigte.
Waren zuvor die Herren von Daun die Territorialherren, erfolgte 1353 der Übergang an Kurtrier, zu dem Zilsdorf die nächsten Jahrhunderte gehören sollte.
Das Linke Rheinufer wurde 1794 im ersten Koalitionskrieg von französischen Revolutionstruppen besetzt. Von 1798 bis 1814 gehörte Zilsdorf zum Saardepartement. Auf dem Wiener Kongress (1815) kam die Region an das Königreich Preußen, Zilsdorf wurde 1816 dem Regierungsbezirk Trier, Kreis Daun, zugeordnet und von der Bürgermeisterei Hillesheim verwaltet.
Nach dem Ersten Weltkrieg gehörte das Gebiet zum französischen Teil der Alliierten Rheinlandbesetzung. Nach dem Zweiten Weltkrieg wurde Zilsdorf innerhalb der französischen Besatzungszone Teil des damals neu gebildeten Landes Rheinland-Pfalz.
Am 17. März 1974 wurde die bis dahin selbstständige Ortsgemeinde Zilsdorf mit zu diesem Zeitpunkt 138 Einwohnern nach Walsdorf eingemeindet.

## Politik
Der Ortsteil Zilsdorf ist gemäß Hauptsatzung der einzige Ortsbezirk der Ortsgemeinde Walsdorf. Er wird politisch von einem Ortsvorsteher vertreten, während auf die Bildung eines Ortsbeirats verzichtet wurde.
Helmut Hohn wurde am 15. Juli 2019 Ortsvorsteher von Zilsdorf. Da bei der Direktwahl am 26. Mai 2019 kein Wahlvorschlag eingereicht wurde, erfolgte die Wahl gemäß Gemeindeordnung durch den Rat.
Hohns Vorgängerin Rita Slupek hatte das Amt seit November 2010 ausgeübt.

## Kultur und Sehenswürdigkeiten

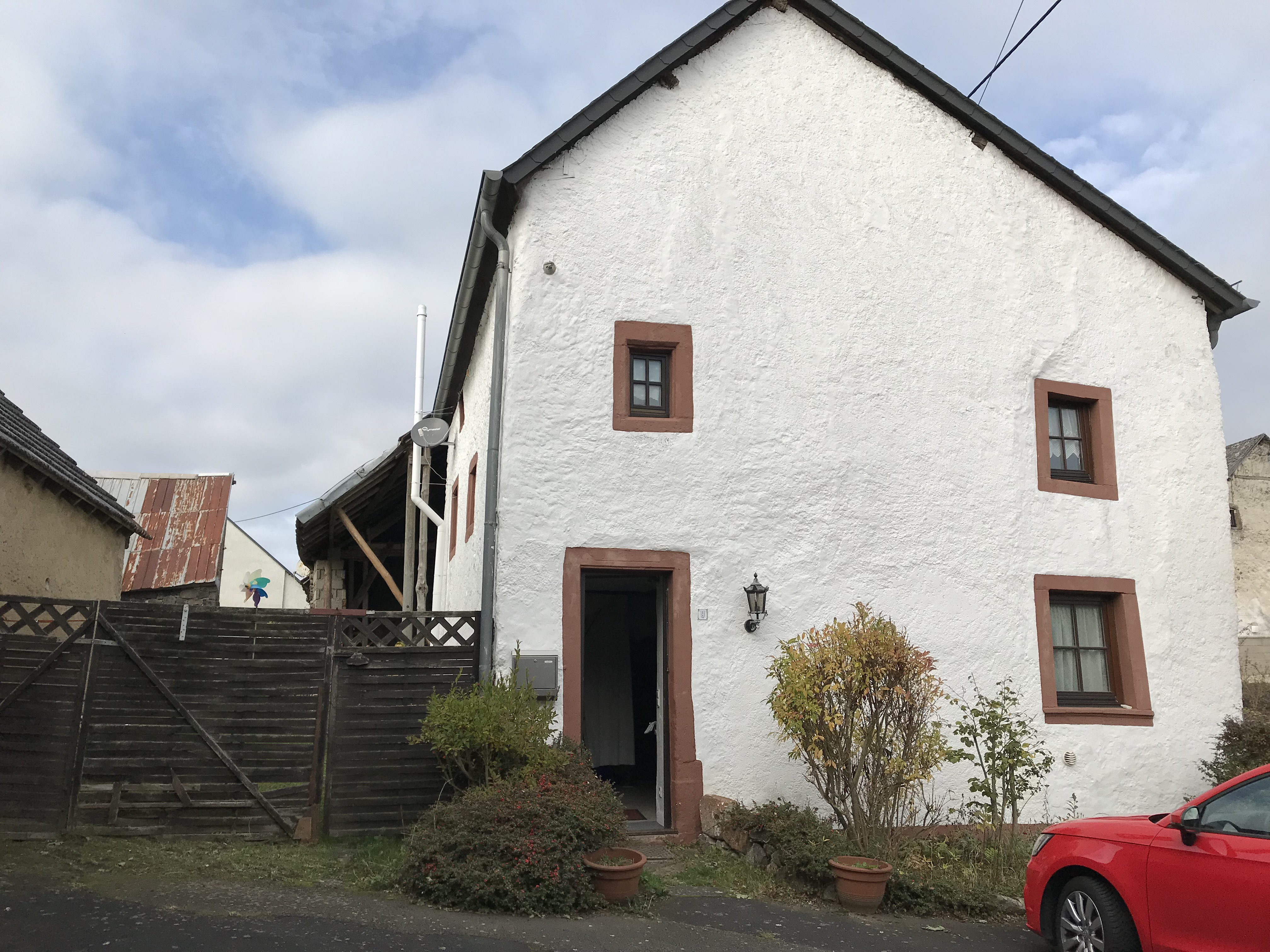
Hauptstraße 9 (Bauform: Streckhof)

In der Denkmalliste des Landes Rheinland-Pfalz sind folgende Kulturdenkmäler genannt:
- Katholische  Filialkirche St. Antonius, zweiachsiger Saalbau (1815), Antoniusweg 2
- Drei Höfe und Häuser im Ort aus dem 18. Jahrhundert
- Heiligenhäuschen,  bezeichnet 1664, im Norden der Gemarkung
- Zwei Wegekreuze aus dem 18. Jahrhundert in der Gemarkung

## Wirtschaft und Infrastruktur
Zilsdorf liegt an der Bundesstraße 421, die in westlicher Richtung nach Walsdorf und dem fünf Kilometer entfernten Hillesheim führt, und östlich nach Oberehe. Im Ort zweigt die Kreisstraße 63 ab, die in südöstliche Richtung nach Betteldorf führt.